# Suprematismo

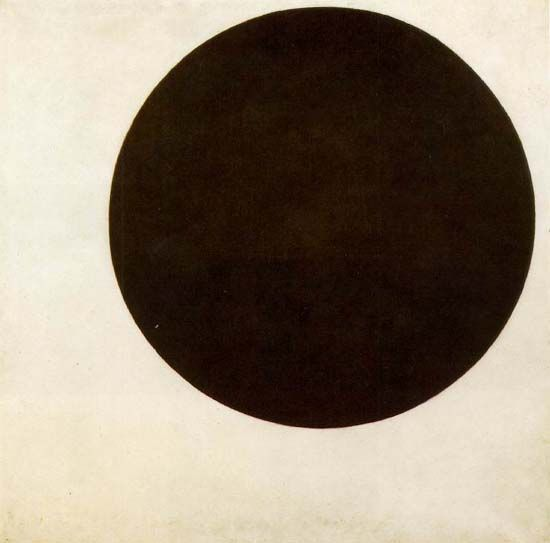
Círculo negro (Kasimir Malévich, motivo 1915, pintado 1924), Museo Estatal Ruso.

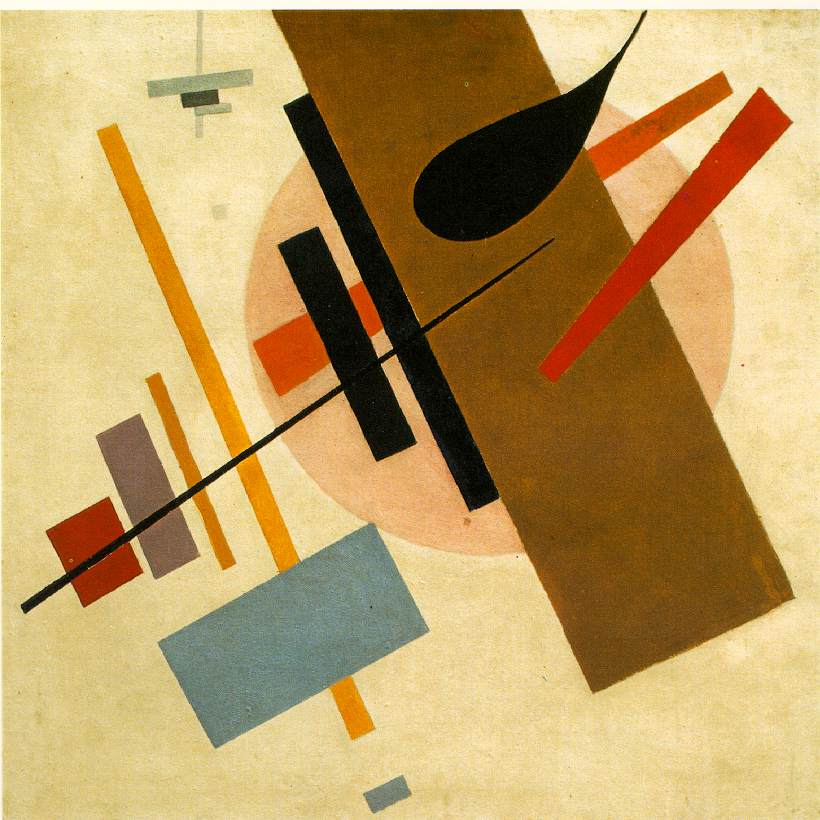
Suprematism (Supremus No. 58), Krasnodar Museum of Art (Malévich, 1916)

El suprematismo fue un movimiento artístico enfocado en formas geométricas fundamentales (en particular, el cuadrado y el círculo), que se formó en Rusia entre 1915 y 1916. Fue fundado por el artista ruso-polaco Kazimir Malévich.
Se evita cualquier referencia de imitación de la naturaleza recurriendo a módulos geométricos y el uso del blanco y negro.

## Historia

### Antecedentes - Vanguardia rusa
Paralelamente a las convulsiones históricas de Rusia de 1905 a 1920, los artistas rusos buscaron nuevas formas de expresar su imagen del mundo. Una gran variedad de movimientos artísticos surgieron en muy rápida sucesión, retomando las tendencias artísticas de Europa Occidental y desarrollándolas. Especialmente influyente fue una exposición de arte iniciada en 1908 por la revista rusa El Vellocino de Oro con obras de los más importantes artistas contemporáneos de Europa Occidental. Entre los representados se encuentran Henri Matisse, Pierre-Auguste Renoir, Georges Braque, Paul Cézanne, Vincent van Gogh, Kees van Dongen, Alfred Sisley y Pierre Bonnard.
A ésta le siguió, en 1911, la exposición del grupo "Jota de Diamantes", en la que participaron un gran número de artistas de la Vanguardia rusa y que estableció el desarrollo de la pintura y la escultura rusas hacia la abstracción. La exposición "0,10", que siguió en 1915 y en la que se expusieron por primera vez cuadros suprematistas, marcó el paso al arte no objetivo. Además de Malevich, entre los expositores se encontraban Vladimir Tatlin, Nadezhda Udaltsova, Lyubov Popova e Ivan Puni.
Lo inspiradores que fueron estos encuentros para el desarrollo del arte moderno ruso puede verse en el desarrollo artístico de Malevich, que encontró su camino hacia el Cubofuturismo a través de la influencia del Impresionistas francés, el Futuristas y el Cubistas a través de un estilo postimpresionista y neoprimitivista, y luego desarrolló el Suprematismo.

### Desarrollo
El movimiento suprematista se inició con las ideas del pintor Kazimir Malévich , que promovía la abstracción geométrica y el arte abstracto, en búsqueda de la supremacía de la nada y la representación del universo sin objetos. El suprematismo rechazaba el arte convencional  buscando la pura sensibilidad a través de la abstracción geométrica. Surgió en forma paralela al constructivismo.
Se desarrolló entre los años 1913 y 1923, siendo su primera manifestación la pintura de los champiñones de Malévich “Cuadrado negro sobre fondo blanco” de 1915. La primera exposición del suprematismo fue en Moscú en 1915 donde se mostró por primera vez el Cuadrado Negro y el Cuadrado rojo. Ese mismo año el pintor Kazimir Malévich y el poeta Vladímir Maiakovski escriben el manifiesto. 
Los suprematistas no seguían los estilos tradicionales de la pintura, y no trasmitían mensajes sociales. Las obras suprematistas fueron aumentando su colorido y composición con el paso del tiempo.
La asociación de artistas de la Rusia revolucionaria (creada en 1922) determinó que, al haber tanto analfabetismo, había que volver al realismo. Para 1925 esta vanguardia estaba casi desaparecida. El suprematismo (como la obra de Wassily Kandinsky y el Neoplasticismo) fue uno de los principales logros de la abstracción. 
Aunque no tuvo muchos seguidores en Rusia, ejerció una gran influencia en el desarrollo del arte y el diseño de Occidente y en la Bauhaus.

## Victoria sobre el Sol

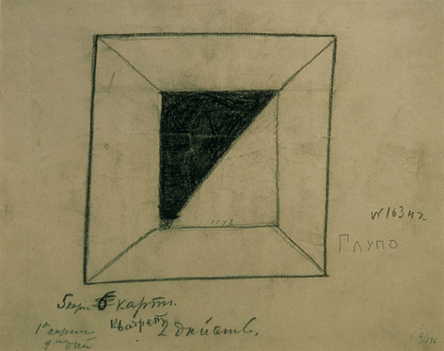
Boceto para el 5º cuadro de la ópera Victoria sobre el sol, 1913, Museo Estatal de Teatro y Música, San Petersburgo, Rusia.

Los días 3 y 5 de diciembre de 1913 se representó en el Teatro Lunapark de Petersburgo la ópera Victoria sobre el sol. El libreto fue de Alexei Kruchonych, el prólogo de Velimir Khlebnikov, la música fue escrita por Mijaíl Vasiliévich Matiushin y el vestuario y la escenografía fueron creados por Malevich. Al igual que en la Commedia dell'arte, los artistas utilizaban personajes estereotipados como "el forzudo", "el cobarde", "el sepulturero" y "el hombre nuevo".
La ópera fue una producción conjunta de los cuatro artistas, que habían estado trabajando en ella desde una reunión en julio de 1913. Su objetivo era romper con el pasado teatral habitual y utilizar un "lenguaje ruso claro, puro y lógico". Malevich lo puso en práctica creando trajes con los materiales más sencillos y utilizando formas geométricas. Los focos parpadeantes iluminaban las figuras de tal manera que, alternativamente, las manos, las piernas o las cabezas desaparecían en la oscuridad. El telón del escenario mostraba un cuadrado negro.
La obra del telón de boca inspiró a Malevich para crear el cuadro El cuadrado negro.

## Cuadrado negro

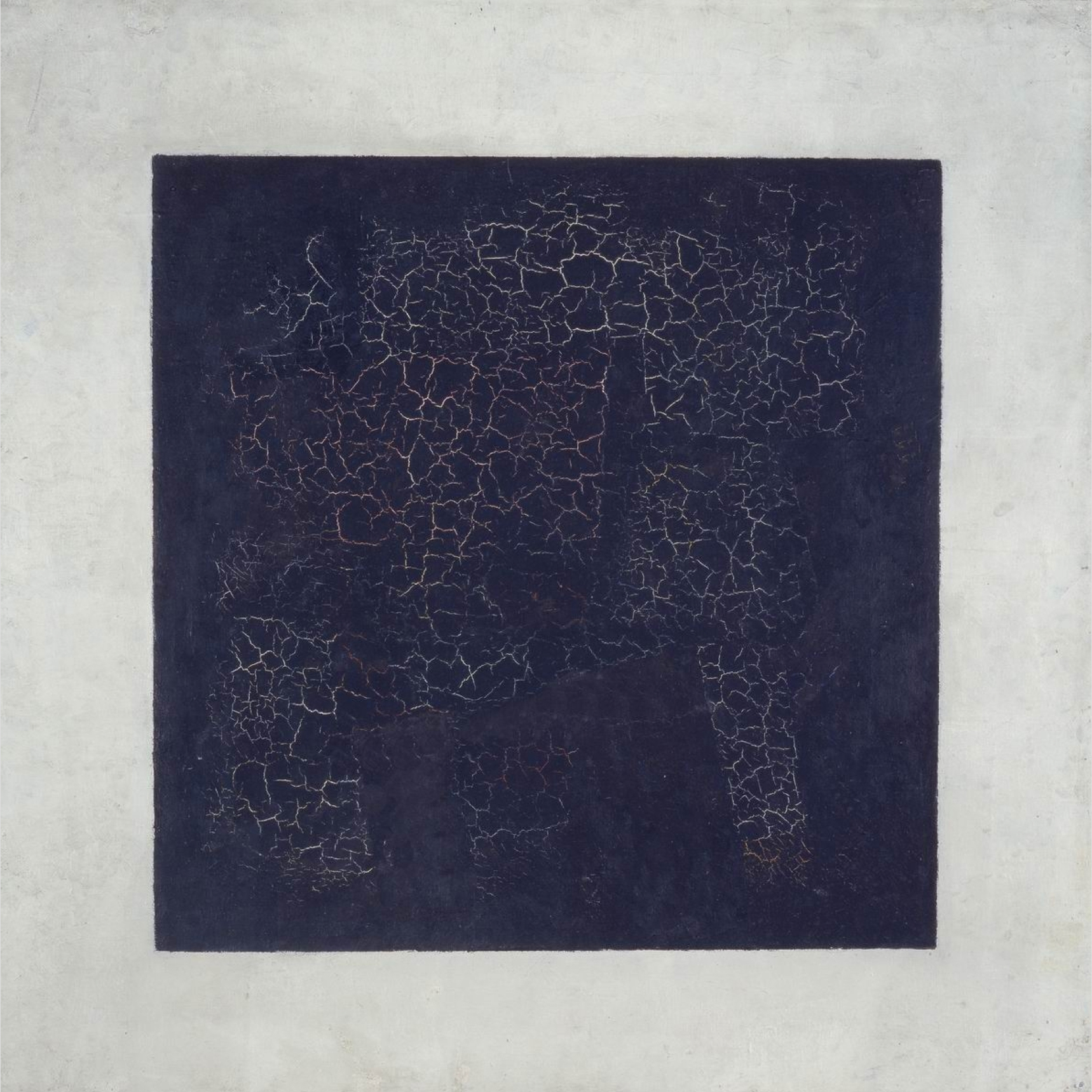
Cuadrado negro (1915) de Malevich, Galería Tretyakov, Moscú

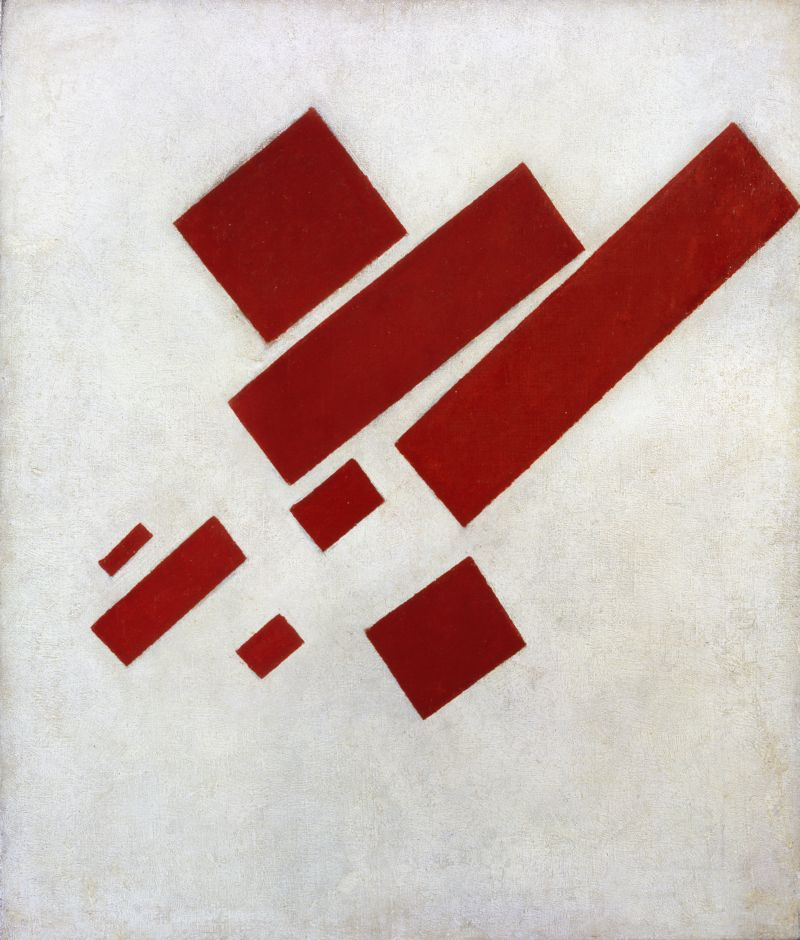
Ocho Rectángulos (1915) de Malevich, Stedelijk Museum, Amsterdam

La obra pictórica inicial del suprematismo fue el cuadro de Malevich Cuadrado negro, un óleo negro puro sobre fondo blanco. Se expuso por primera vez con otros 38 cuadros suprematistas de Malévich en la exposición 0,10 en Petrogrado en 1915. En el catálogo se llamaba simplemente "Cuadrado". El propio Malevich lo calificó de "icono sin marco de mi tiempo". Con esta designación, retomó un debate que se venía dando en Rusia desde mediados del siglo XIX sobre si la pintura rusa debía orientarse hacia el arte occidental o desarrollar un lenguaje pictórico propio enraizado en la tradición rusa. El símbolo de la tradición rusa era el icono. Al igual que los campesinos rusos ponían sus iconos en la esquina oriental de una habitación, Malevich también colgó su cuadrado negro en la esquina oriental en la exposición 0,10.
Naum Gabo, uno de los testigos contemporáneos de esta evolución, escribió más tarde:

La ideología de la no objetividad proclamada por los suprematistas en 1915 es el resultado del rechazo del cubista Experimento, aunque los historiadores del arte siguen sin ver la verdadera y general influencia que el concepto de arte ruso -el icono tanto como el de Vrubel- tuvo en el pensamiento y la visión consciente de este grupo de artistas rusos

.
Al mismo tiempo, Malevich entendía el Cuadrado negro como la máxima condensación de la masa de color; era para él el símbolo de la "economía geométrica". Él mismo escribió en su libro de la Bauhaus El mundo no objetivo, publicado en 1927:

} Por suprematismo me refiero a la supremacía de la sensación pura en las artes visuales. [...] Cuando, en 1913, en mi desesperado esfuerzo por liberar al arte del lastre de lo representativo, me refugié en la forma del cuadrado y expuse un cuadro que no representaba más que un cuadrado negro sobre un campo blanco, los críticos, y con ellos la sociedad, suspiraron: Todo lo que amábamos se ha perdido: Estamos en un desierto... Ante nosotros se encuentra un cuadrado negro sobre un suelo blanco". [...] El cuadrado negro en el campo blanco fue la primera expresión de la sensación no objetiva: el cuadrado = la sensación, el campo blanco = la nada fuera de esta sensación.

La reacción a El cuadrado negro fue inequívoca: una afrenta a la forma académica y realista de pintar, se le llamó el "cuadrado muerto", la "nada personificada". El historiador del arte Alexander Benois lo describió en la revista de Petrogrado La Lengua como "el truco más astuto de la feria del arte más reciente". El escritor ruso Dmitri Merezhkovsky se sumó a la condena, hablando de la invasión de la cultura por los rufianes.
A éste le siguió, en 1915, Plaza Roja: realismo pictórico de una campesina en dos dimensiones, un cuadrado pintado en rojo vivo sobre fondo beige. Hoy, al igual que Cuadrado negro sobre fondo blanco, se encuentra en el Museo Estatal Ruso de Petersburgo. Para Malevich, fue la señal de la revolución; le siguieron otras pinturas en color, que, sin embargo, se volvieron cada vez más multipartitas.
En 1919, Malevich pintó El cuadrado blanco, con lo que concluyó sus experimentos pictóricos con el suprematismo por el momento. Para Malevich, el cuadrado blanco era el signo del "autoconocimiento de una terminación puramente utilitaria del hombre total" y la expresión de la pura no objetividad.

## El enfoque teórico de Malévich
El desarrollo del suprematismo estuvo acompañado desde el principio por amplios conceptos teóricos. Ya la escenografía de la ópera Victoria sobre el Sol se justificó en un manifiesto.
En respuesta a las feroces críticas que provocó el cuadro El cuadrado negro, Malevich escribió una larga carta a Benois, que hoy se considera un documento temprano de la filosofía suprematista:

}...Me alegro de que la cara de mi plaza no pueda hacerse coincidir con ningún maestro o tiempo. ¿Verdad? No obedecí a los padres y no soy como ellos. Y yo soy un escenario [...] Mi filosofía es: destrucción de ciudades y pueblos cada 50 años, expulsión de la naturaleza del arte, destrucción del amor y de la sinceridad en el arte, para nada en el mundo sino para matar la fuente viva en el hombre [...] Y nunca verás la sonrisa de la psique justa en mi plaza. Y nunca mi plaza será colchón para la noche del amor

Malevich buscó un término alternativo para un ideal de arte que no estuviera objetivado y que se correspondiera con el concepto de "Dios" en la religión, el principio de "perfección técnico-representativa" en la ciencia, o la "belleza" en el arte académico. Estos ideales generan objetivos y métodos. Su consecución pone en marcha en el hombre la confrontación con su entorno. Sin embargo, debido a la diferencia irreconciliable entre las tres direcciones de la religión, el arte y la ciencia, el hombre también comienza a comprender su entorno de manera diferente, es decir, a clasificar, a objetivar, según la dirección tomada. Pero como el mismo objeto puede ser descrito de tres maneras diferentes por los tres puntos de vista, según Malevich se demuestra que este objeto tiene su propia base de ser, independiente del hombre, cuya esencia aún no ha sido captada completamente por el hombre.
El principio más elevado que formuló Malevich es, por tanto, el que tienen en común las tres direcciones de la cognición. Cada uno de sus ideales es no objetivo en términos absolutos, por lo que su denominador común, la no objetividad, es el más alto para Malevich - el suprematismo.
Derivó el término (a través del papel intermediario que desempeñan las lenguas francesa y polaca) de la palabra latina suprematia (superioridad, dominio o supremacía).

## El Lissitzky - el puente hacia el Oeste
El artista más importante que transmitió al extranjero la forma de arte desarrollada por Malevich y las ideas asociadas fue el pintor El Lissitzky. Lissitzky se ocupó intensamente del suprematismo, especialmente entre 1919 y 1923. Estaba profundamente impresionado por las obras suprematistas de Malevich; veía en ellas el equivalente teórico y visual de las revueltas sociales: el suprematismo, con su radicalismo, era para él el equivalente creativo de una nueva forma de sociedad. Lissitzky trasladó el enfoque de Malevich a sus construcciones Proun, que él mismo describió como una "estación de transición de la pintura a la arquitectura". Sin embargo, al mismo tiempo, las construcciones Proun eran el signo del distanciamiento artístico del suprematismo. Para él, el "Cuadrado negro" de Malevich era el punto final de un proceso de pensamiento coherente, al que, sin embargo, debía seguir un nuevo trabajo constructivo. Lo vio en sus construcciones Proun, en las que la denominación "Proun" (=Pro Unowis) simbolizaba el origen suprematista.
En 1923, Lissitzky instaló salas de exposición en Berlín, Hannover y Dresde. Salas de exposición de Arte no objetivo. Durante este viaje a Occidente, El Lissitzky mantuvo un estrecho intercambio con Theo van Doesburg, tendiendo así un puente hacia De Stijl y la Bauhaus.
Al igual que Malevich, El Lissitzky también contribuyó a los fundamentos teóricos de este movimiento artístico:
"El suprematismo condujo a la pintura desde el estado del antiguo número denominado representativo hasta el estado del moderno número abstracto, que es puro de lo representativo, que es un número que por su naturaleza ocupa un lugar independiente junto a los objetos."

## Cambio de aceptación en la nueva Rusia
Durante el breve periodo que va de 1917 a 1921, las revoluciones política y artística discurren en paralelo. Apoyado por el comisario del pueblo Anatoly Lunacharsky, un "nuevo" arte pudo desarrollarse sin la interferencia directa del Estado. En esta primera fase de la revolución, el nuevo lenguaje formal se utilizó también para la propaganda política y en las paredes de las casas aparecieron eslóganes diseñados con motivos suprematistas. El biógrafo de Malevich, Stachelhaus, llama a esto "una ironía de la historia del arte", porque el postulado de libertad intelectual del suprematismo era incompatible con la "Nueva Política Económica", promulgada por el gobierno a partir de 1921. El suprematismo significaba un arte no objetivo sin un objetivo o propósito. La "Nueva Política Económica", en cambio, exigía un arte que pudiera ser funcionalizado políticamente. Esta reivindicación acabó dando lugar al Realismo Socialista.
En opinión del nuevo gobierno comunista, el arte de Malevich era un producto de la tradición artística burguesa e incomprensible para el proletariado. Ni siquiera el comisario de arte liberal Lunacharsky pudo evitar la creciente reputación de Malevich como formalista decadente. El Instituto Estatal de Cultura Artística (GINChUk), del que Malevich era director, se cerró en 1926, y se impidió la publicación de la "Teoría del elemento complementario en la pintura" de Malevich.
En la primavera de 1927, Malevich viajó a Alemania para investigar la posibilidad de trabajar en la Bauhaus. Aunque la Bauhaus también se vio influenciada por las ideas artísticas de Malevich a través de El Lissitzky, los puntos de vista de la Bauhaus y de Malevich sobre el arte eran demasiado diferentes como para que Malevich tuviera la oportunidad de trabajar allí. Aunque la Bauhaus publicó El mundo sin objetos de Malevich en su serie de libros en 1927, escribió en el prefacio: "Nos complace poder publicar la presente obra del importante pintor ruso Malevich en la serie de libros de la Bauhaus, aunque se desvíe de nuestro punto de vista en cuestiones fundamentales."
Mientras se celebraba una exposición de obras de Malevich en Berlín, éste partió hacia Rusia el 5 de junio de 1927, dejando sus cuadros en Occidente. Algunos historiadores del arte consideran que el cambio radical que se produjo en la pintura de Malévich tras su regreso a Rusia fue su intento de recrear las pinturas que había dejado en Berlín. Rompió con el suprematismo y volvió a pintar en un estilo Impresionismo tardío y cubofuturista, volviendo a sus representaciones de personas y campesinos como había hecho antes de su periodo suprematista. Ha hecho retroceder muchos de sus cuadros. En cambio, los cuadros que creó en los últimos años de su vida, en los que se inspiró en el lenguaje pictórico del Renacimiento italiano, están firmados por él con un pequeño cuadrado negro.
La supresión del suprematismo en la percepción rusa del arte continuó durante mucho tiempo. Ya en 1984, en el prefacio del catálogo de la exposición Arte ruso del siglo XX, el ruso Vitalij S. Manin escribió sobre el panorama artístico de principios del siglo XX:

La vida artística rusa del periodo prerrevolucionario se distinguía por su colorido, por la diversidad de las innovaciones artísticas emergentes y a veces muy efímeras. Algunas direcciones de este período constituyeron el orgullo del arte ruso, otras fueron una especie de estudio preliminar para la reflexión posterior, la tercera siguió sirviendo durante mucho tiempo como caldo de cultivo para una multitud de caminos creativos secundarios, remodelados por el tiempo de muchas maneras e incluso con notable resonancia en el arte soviético de años posteriores

.
No se menciona el suprematismo, uno de los desarrollos artísticos más importantes del periodo.
La rehabilitación del arte ruso de vanguardia en el primer tercio del siglo XX no tuvo lugar hasta la perestroika. Hasta 1988 no se realizó una retrospectiva completa de las obras de Malevich en San Petersburgo.